# Alfonso (Vorname)
Alfonso ist die italienische und spanische Form des männlichen Vornamens Alfons.

## Namensträger

### de Aragón
- Alfons von Aragón (Alfonso de Aragón y Castilla; 1228–1260), Kronprinz von Aragonien
- Alfonso de Aragón (Bischof) (1470–1520), Erzbischof von Saragossa, Vizekönig von Aragonien
- Alfonso de Aragón y Castilla (1228–1260), Kronprinz von Aragonien, siehe Alfons von Aragón
- Alfonso de Aragón y Eiximenis (1358–1425), Herzog von Gandía, Graf von Ribagorza
- Alfonso de Aragón y Escobar (1415–1485), spanischer Heerführer, siehe Alfons von Aragonien und Escobar
- Alfonso de Aragón y Foix (1332–1412), Herzog von Gandía, Graf von Ribagorza
- Alfonso de Aragón y Gazela (1481–1500), Fürst von Salerno
- Alfonso de Aragón y Portugal (1489–1563), Herzog von Segorbe, Vizekönig von Valencia
- Alfonso de Aragón y de Sotomayor (1479–1513), Herzog von Villahermosa
- Alfonso Fadrique de Aragón († 1338), Vikar des Herzogtums Athen, Herr von Salona

### Weitere
- Alfonso Arau (* 1932), mexikanischer Schauspieler, Filmproduzent und Regisseur
- Alfonso Balcázar (1926–1993), spanischer Filmregisseur, Drehbuchautor und Filmproduzent
- Alfonso Bermyn, auch Bermijn (1853–1915), belgischer Ordensgeistlicher
- Alfonso Bialetti (1888–1970), italienischer Erfinder („Moka Express“)
- Alfonso Capone (1899–1947), US-amerikanischer Mobster, einer der berüchtigtsten Verbrecher Amerikas in den 1920er- und 1930er-Jahren
- Alfonso Cuarón (* 1961), mexikanischer Filmregisseur, Drehbuchautor, Produzent und Filmeditor
- Alfonso Domínguez (1916–1973), chilenischer Fußballspieler
- Alfonso Domínguez (* 1965), uruguayischer Fußballspieler
- Alfonso Espino y Silva (1904–1976), mexikanischer Erzbischof von Monterrey
- Alfonso Font (* 1946), spanischer Comicautor und -zeichner
- Alfonso Herrera (* 1983), mexikanischer Sänger und Schauspieler
- Alfonso Herrera-Salcedo González (* 1929), mexikanischer Diplomat
- Alfonso Höfer Hombach (1911–1989), deutscher Missionar und Geistlicher
- Alfonso Leng (1884–1974), chilenischer Komponist, Mediziner und Hochschullehrer
- Alfonso Maria de Liguori (1696–1787), italienischer Jurist, Moraltheologe, Bischof und Ordensgründer
- Alfonso Lorenzo, argentinischer Fußballspieler
- Alfonso Losa (* 1971), deutscher Schauspieler
- Alfonso Martínez Domínguez (1922–2002), mexikanischer Politiker
- Alfonso Osorio (1923–2018), spanischer Jurist, Wirtschaftsmanager und Politiker
- Alfonso Ossorio (1916–1990), US-amerikanischer Maler philippinischer Abstammung
- Alfonso de Palencia (1424–1492), spanischer Historiograph, Lexigraph und Humanist
- Alfonso de Portago (1928–1957), spanischer Automobilrennfahrer und Bobsportler
- Alfonso Ribeiro (* 1971), US-amerikanischer Schauspieler, Tänzer, Sänger, Regisseur und Moderator
- Alfonso Sastre (1926–2021), spanischer Dramenautor, Regisseur, Schauspieler und Übersetzer
- Alfonso Scalzone (* 1996), italienischer Ruderer, Weltmeister 2018 im Leichtgewichts-Zweier ohne Steuermann
- Alfonso Thiele (1922–1986), italienischer Autorennfahrer
- Alfonso Uribe Jaramillo (1914–1993), kolumbianischer römisch-katholischer Geistlicher und Bischof
- Alfonso Ungría (* 1946), spanischer Filmregisseur
- Alfonso Visconti (1552–1608), italienischer Kardinal der römisch-katholischen Kirche
- Alfonso Zamora (* 1954), mexikanischer Boxer